# کیلوس

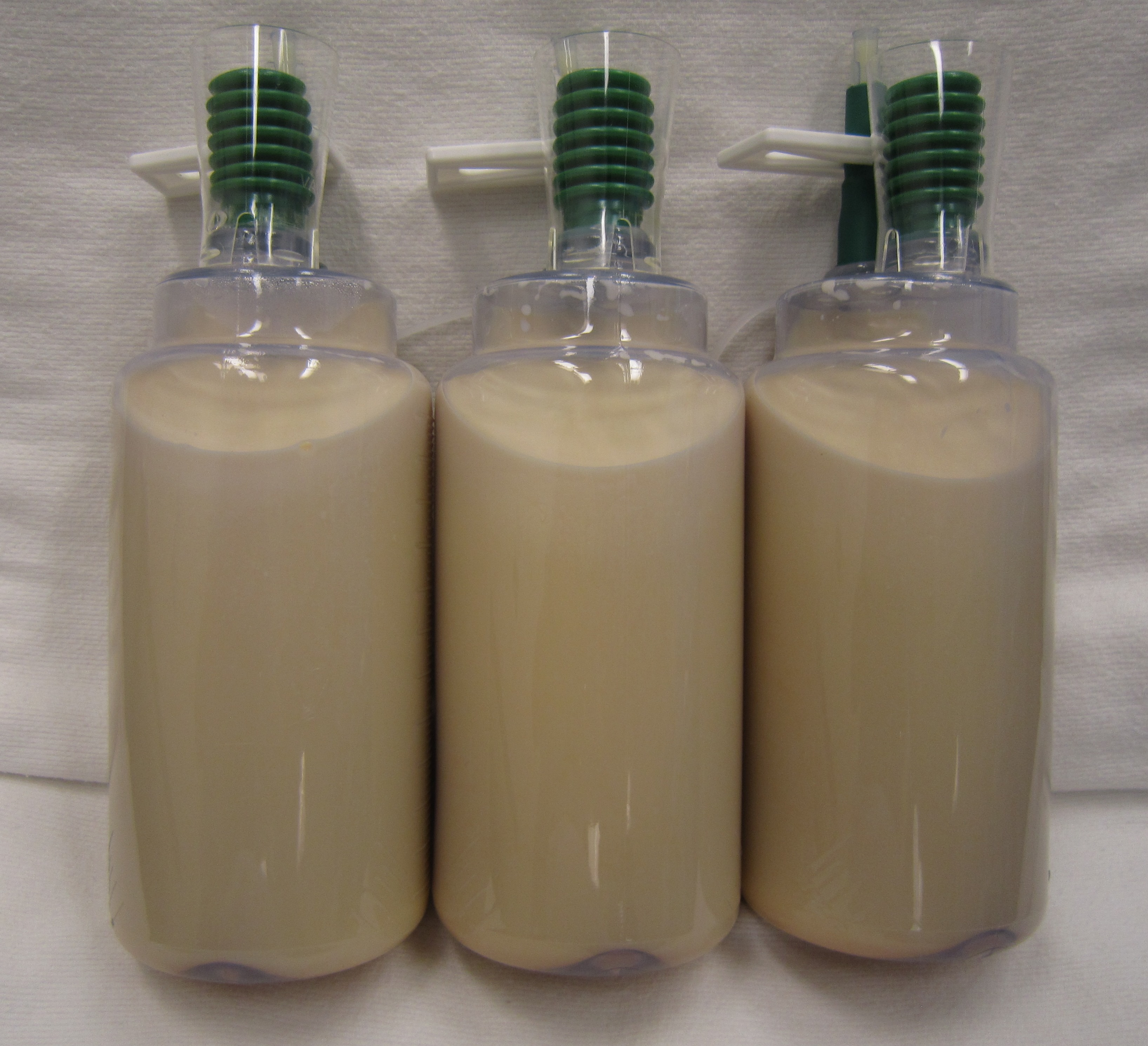
کیلوس

کیلوس یا چربابه (از یونانی کلمه χυλός chylos, «شیره») یک ماده شیری رنگ از مایعات بدن است، که متشکل از لنف و امولسیون چربی‌های آزاد یا اسیدهای چرب (FFAs) است. کیلوس در روده کوچک در طول هضم غذاهای چرب شکل گرفته و نهایتاً توسط عروق لنفاوی به‌طور خاص شناخته شده و جذب می‌شود.

## آسیب‌شناسی
فیستول کیلوس ممکن است در شرایط نقص عروق لنفاوی رخ دهد؛ و در این صورت کیلوس در حفره پلور یا حفره شکمی ممکن است جمع شود و باعث عوارضی شود.